# 게이노정
게이노정(일본어: 芸濃町)은 일본 미에현에 위치해 있었던 정이다, 2006년 1월 1일 히사이시, 아게군, 가와게정, 미사토촌, 아노정, 이치시군, 가라스정, 이치시정, 하쿠산정, 미스기촌과 함께 쓰시로 합병되면서 소멸되었다.

## 역사
- 1956년 9월 30일 가와게군 모쿠모토촌, 아키라촌, 아노군 안자이촌, 우시이촌, 고우치촌이 합병해 성립하였다.
- 2006년 1월 1일 - 쓰시, 히사이시, 아게군, 가와게정, 미사토촌, 아노정, 이치시군, 가라스정, 이치시정, 하쿠산정, 미스기촌과 합병해 새로운 쓰시가 성립하였다. 동일 게이노정은 폐지되었다.

## 교통

### 도로
- 히가시메이한 자동차도(일본어판)
- 이세 자동차도(일본어판)